# Txantrean Auzolan
La revista Txantrean Auzolan es una publicación con carácter mensual realizada desde abril de 1998 por personas del barrio pamplonés de la Chantrea en colaboración con los colectivos y asociaciones del barrio.
El primer número se editó como N.º 0.

## Historia
La historia de Txantrean Auzolan nace de otro proyecto comunicativo que existe en este barrio de Pamplona desde hacía años: Txantrea Irratia (Radio de la Chantrea en castellano). Es a finales de 1997, cuando varios miembros de dicha radio empiezan a dar vueltas a la idea de crear una revista local a sabiendas de que ya por aquel entonces, existían experiencias positivas en otros barrios.
En sus inicios la revista no tenía coste alguno. Actualmente cada ejemplar tiene un precio de dos euros.

## Actividades
Desde la revista también se han organizado actividades a lo largo de la historia, como por ejemplo obras de teatro.